# Primer Apocalipsis de Santiago

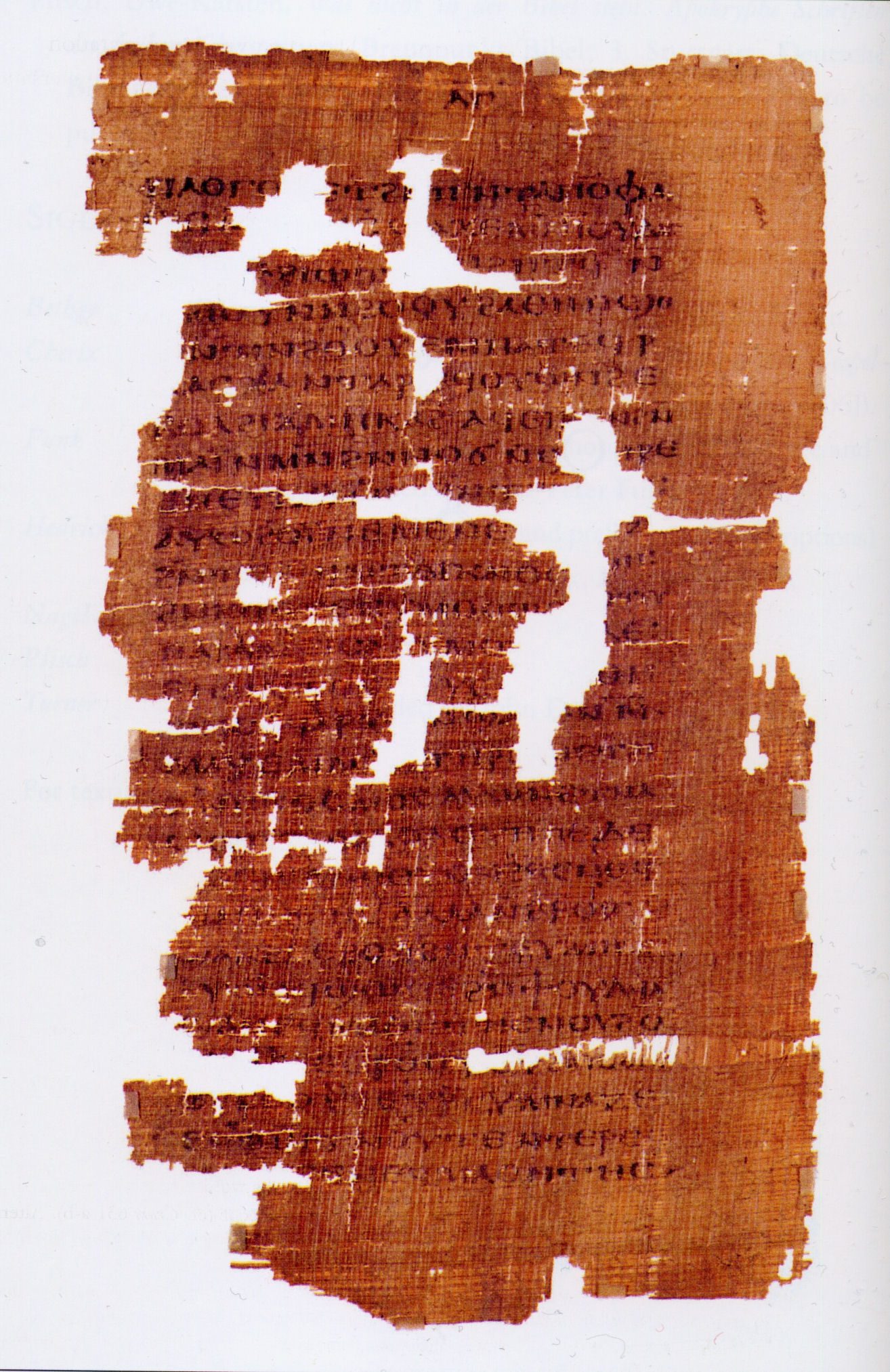
El Codex Tchacos

El Primer Apocalipsis de Santiago (Apocalipsis Αποκάλυψις, en griego: revelación o visión de Santiago (Yaʿaqov יעקב en hebreo estándar, Yaʿaqov: "El que tiene el timón; El que reemplaza") es un texto que forma parte de los Evangelios apócrifos y también llamado la Revelación de Jacob, se encontró entre los códices de la Biblioteca Nag Hammadi en Egipto en 1945. Otra copia fue descubierta más recientemente en el Codex Tchacos, donde se descubrió el Evangelio de Judas.

## Contenido
El formato del texto es principalmente el de un Diálogo o Discurso entre Santiago el Justo (el hermano de Jesús - según el texto, Santiago no es el hermano biológico sino un hermano espiritual) y Jesús, con un relato fragmentado sobre el martirio de Santiago adjunto al final del manuscrito y conectado al resto por una referencia indirecta a la crucifixión.
La primera parte del texto describe la comprensible preocupación de Santiago de ser crucificado, mientras que la parte final describe las contraseñas secretas dadas a Santiago para que pueda ascender al más alto de los cielos (de setenta y dos) después de morir, sin ser obstaculizado por los poderes demoniacos del Demiurgo (Yaldabaoth).
Los eruditos creen que algunos de los detalles sobre los antecedentes de Santiago presentados en el texto reflejan tradiciones más antiguas. Según el texto:
- Santiago fue el líder de la Iglesia primitiva.

- Santiago era el más antiguo de los apóstoles.

- Santiago huyó a Pela cuando los romanos invadieron Jerusalén en el año 70 d. C., lo que contradice el testimonio de Flavio Josefo y Eusebio de Cesarea de que Santiago informa que fue ejecutado en Jerusalén en el año 62 d. C.

Una de las características más curiosas del Primer Apocalipsis de Santiago es que la fecha probable del texto original, según los estudiosos, implica que fue escrito después del Segundo Apocalipsis de Santiago.